# David de Sade
Pour les autres membres de la famille, voir Maison de Sade.
François-Xavier-Joseph-David de Sade (25 mars 1777 à Eyguières - 24 mai 1846 à Paris), est un homme politique français.

## Biographie
Il appartenait à une branche de la famille du marquis de Sade, et était fils de Joseph David de Sade, marquis de Montbrun, un savant numismate élu député aux états généraux de 1789, mais dont l'élection fut invalidée, et qui émigra en avril 1789.
Le jeune David de Sade alla achever ses études à Londres, et rejoignit sa famille à Rome. Il entra au service de l'Angleterre, collabora à l'Ambigu, journal rédigé à Londres par Peltier de Nantes, puis revint en France en 1812, et vécut dans la retraite à Condé-en-Brie.
Conseiller général de l'Aisne depuis 1816, il publia en 1822 les Réflexions sur les moyens propres à consolider l'ordre constitutionnel en France, qui le mirent en vue.
Élu, le 24 novembre 1827, comme candidat constitutionnel, député du grand collège de l’Aisne, il se déclara pour la liberté de l'enseignement, fut rapporteur de plusieurs commissions, et fut membre de celle qui rédigea l'Adresse des 221, qu'il vota.
Réélu, le 3 juillet 1830, il se rallia à la monarchie de Louis-Philippe, tout en opinant souvent avec l'opposition dynastique.
En décembre 1834, il fait partie des fondateurs de la Société française pour l'abolition de l'esclavage.
Il obtint sa réélection successivement jusqu'à sa mort en 1846.
Il parla sur l'application du jury aux délits de presse, sur les crédits de l'expédition d'Alger, sur la garde nationale, sur l'adjonction des capacités.
Membre de la commission chargée d'examiner la loi électorale après la révolution de 1830, il contribua à faire descendre le cens d'éligibilité à 500 francs et le cens électoral à 200 francs.
Il vota contre l'hérédité de la pairie, s'éleva contre l'état de siège face à l'Insurrection républicaine à Paris en juin 1832 (1832), demanda le renvoi du journal la Tribune devant les tribunaux ordinaires (1833), réclama l'abolition du serment politique, et combattit les lois de disjonction, de dotation et d'apanage (1835). Il fut de ceux qui se prononcèrent contre l'indemnité Pritchard (1845).

## Sources
- « David de Sade », dans Adolphe Robert et Gaston Cougny, Dictionnaire des parlementaires français, Edgar Bourloton, 1889-1891 [détail de l’édition]